# Dambordvliegen
Dambordvliegen (Sarcophagidae) (Oudgrieks σάρξ (sarx) = vlees, φαγεῖν (phagein) = eten) zijn vliegen die dood materiaal opeten. Sommige soorten leggen echter hun eitjes in de open wonden van zoogdieren. Vandaar hun naam vleesvliegen. Hun larven worden  maden genoemd. Deze gaan na 5 tot 10 dagen ondergronds waarna ze verpoppen tot vlieg. Ze hebben dan nog 5 tot 7 dagen te leven. Ze zijn een familie van tweevleugeligen (Diptera). 

## In Nederland waargenomen soorten
- Genus: Agria
  - Agria mamillata
  - Agria punctata
- Genus: Amobia
  - Amobia signata
- Genus: Angiometopa
  - Angiometopa falleni
- Genus: Blaesoxipha
  - Blaesoxipha lapidosa
  - Blaesoxipha plumicornis
- Genus: Brachicoma
  - Brachicoma devia
- Genus: Macronychia
  - Macronychia agrestis
  - Macronychia griseola
  - Macronychia polyodon
  - Macronychia striginervis
- Genus: Metopia
  - Metopia argentata
  - Metopia argyrocephala
  - Metopia campestris
  - Metopia grandii
  - Metopia italiana
  - Metopia staegerii
  - Metopia tshernovae
- Genus: Miltogramma
  - Miltogramma germari
  - Miltogramma punctata
  - Miltogramma testaceifrons
- Genus: Nyctia
  - Nyctia halterata
- Genus: Oebalia
  - Oebalia cylindrica
  - Oebalia minuta
  - Oebalia unistriata
- Genus: Phrosinella
  - Phrosinella nasuta
- Genus: Pterella
  - Pterella grisea
- Genus: Ravinia
  - Ravinia pernix
- Genus: Sarcophaga
  - Sarcophaga africa
  - Sarcophaga agnata
  - Sarcophaga albiceps
  - Sarcophaga anaces
  - Sarcophaga aratrix
  - Sarcophaga arcipes
  - Sarcophaga argyrostoma
  - Sarcophaga caerulescens
  - Sarcophaga carnaria
  - Sarcophaga chaetoneura
  - Sarcophaga crassimargo
  - Sarcophaga dissimilis
  - Sarcophaga filia
  - Sarcophaga haemorrhoa
  - Sarcophaga harpax
  - Sarcophaga incisilobata
  - Sarcophaga jacobsoni
  - Sarcophaga lehmanni
  - Sarcophaga melanura
  - Sarcophaga nemoralis
  - Sarcophaga nigriventris
  - Sarcophaga noverca
  - Sarcophaga pleskei
  - Sarcophaga portschinskyi
  - Sarcophaga protuberans
  - Sarcophaga pumila
  - Sarcophaga rondaniana
  - Sarcophaga rosellei
  - Sarcophaga sexpunctata
  - Sarcophaga similis
  - Sarcophaga sinuata
  - Sarcophaga subulata
  - Sarcophaga subvicina
  - Sarcophaga teretirostris
  - Sarcophaga tuberosa
  - Sarcophaga vagans
  - Sarcophaga variegata
  - Sarcophaga villeneuvei
- Genus: Sarcophila
  - Sarcophila latifrons
- Genus: Senotainia
  - Senotainia albifrons
  - Senotainia conica
  - Senotainia puncticornis
- Genus: Taxigramma
  - Taxigramma elegantula
  - Taxigramma heteroneura
  - Taxigramma hilarella
  - Taxigramma stictica

## Geslachten
De  geslachten met gedefinieerde pagina staan hieronder vermeld met het (globaal) aantal soorten tussen haakjes.
- Agria  (5)
- Amobia  (8)
- Angiometopa  (3)
- Apodacra  (5)
- Archimimus  (1)
- Argoravinia  (1)
- Blaesoxipha Loew, 1861 (112)
- Boettcheria  (7)
- Brachicoma  (6)
- Cattasoma  (3)
- Cistudinomyia  (1)
- Comasarcophaga  (3)
- Craticulina Bezzi, 1906 (4)
- Chrysagria  (1)
- Dexosarcophaga  (1)
- Dolichotachina  (1)
- Emblemasoma  (5)
- Erythrandra  (2)
- Eumacronychia  (20)
- Euphyto  (6)
- Fletcherimyia  (5)
- Gymnoprosopa  (6)
- Gymnopsidia  (1)
- Helicobia  (3)
- Lepidodexia  (16)
- Macronychia  (10)
- Mecynocorpus  (1)
- Mesomelena  (1)
- Metopia  (14)
- Metopodia  (1)

- Microcerella  (6)
- Miltogramma Meigen, 1803 (19)
- Nyctia  (2)
- Oebalia  (6)
- Opsidia  (3)
- Oxysarcodexia  (10)
- Paramacronychia  (1)
- Peckia  (4)
- Phrosinella  (9)
- Phylloteles  (1)
- Protomiltogramma  (1)
- Pterella  (5)
- Rafaelia  (5)
- Ravinia  (19)
- Sarcodexia  (1)
- Sarcodexiopsis  (2)
- Sarcofahrtiopsis  (1)
- Sarcophaga Meigen, 1826 (241)
- Sarcophila  (2)
- Sarcotachina  (3)
- Senotainia  (18)
- Sphenometopa  (13)
- Spirobolomyia  (4)
- Taxigramma  (6)
- Titanogrypa  (4)
- Toxonagria  (2)
- Tricharaea  (3)
- Tripanurga  (12)
- Udamopyga  (2)
- Wohlfahrtia Brauer & v. Bergenstamm, 1889 (8)